# Náměstí obětí fašismu (Subotica)

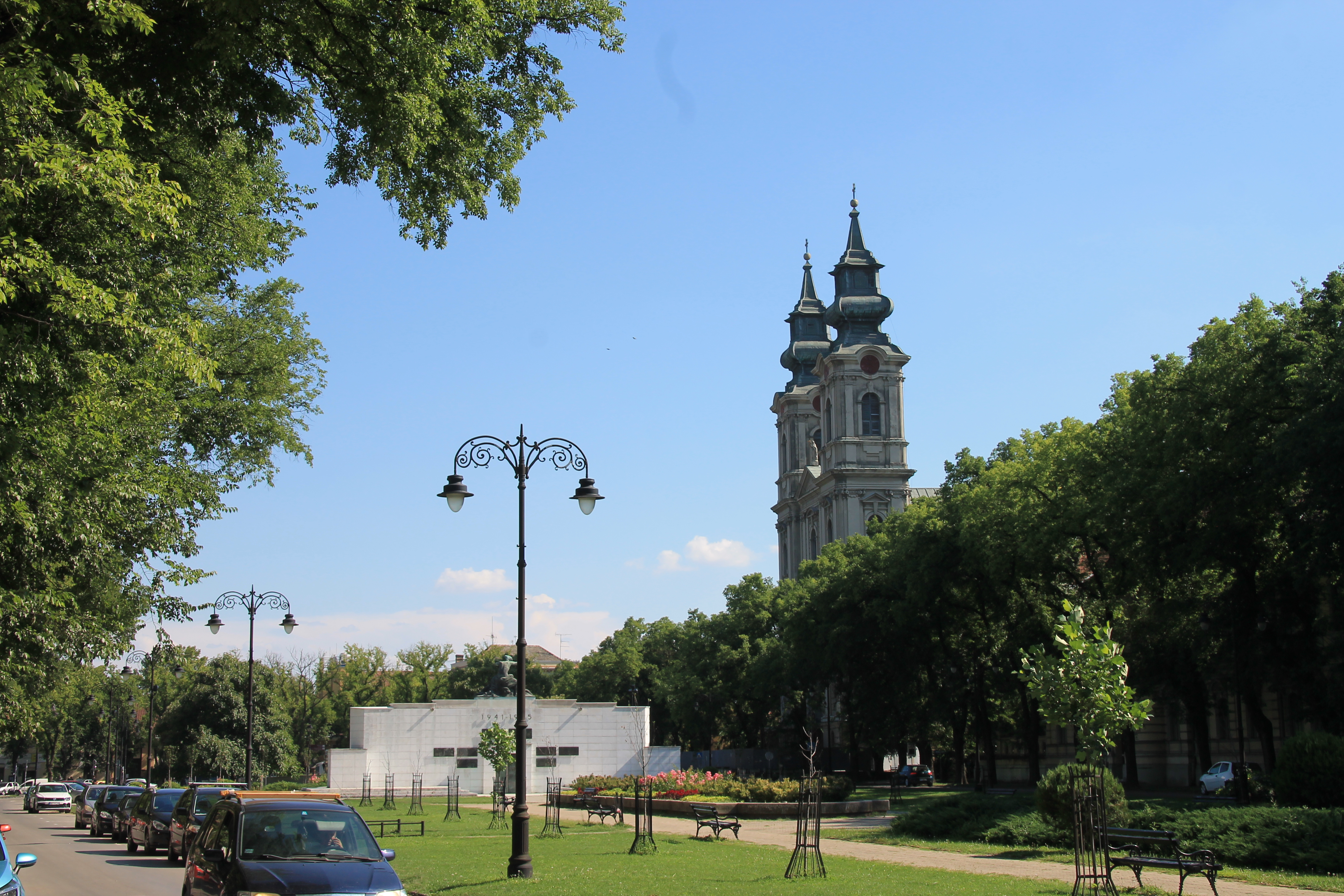
Pohled na náměstí s chrámem.

Náměstí obětí fašismu (srbsky Trg žrtava fašizma) se nachází ve městě Subotica na severu Srbska (Autonomní oblast Vojvodina). 
Náměstí má parkovou úpravu. Po jeho okrajích je přípustná automobilová doprava, v severní části se nachází kruhový objezd. Dominantním prvkem je rovněž památník obětem druhé světové války a kostnice, autorem objektu byl Toma Rosandić.
Náměstí vzniklo v místě, kudy protékal potok, a kde se dle map prvního vojenského mapování z konce 18. století ještě nenacházela souvislejší zástavba. Bylo zde několik rybníků a okolo vznikaly různé nižší domy. Až později tu byla postavena uvedená bazilika a vytvořeno náměstí, nejspíše v první polovině století devatenáctého. Pojmenováno bylo podle sv. Terezy (maďarsky Szent-Teréz tér). V meziválečném období neslo náměstí název podle Cyrila a Metoděje (srbochorvatsky Trg sv. Ćirila i Metoda. Jižní stranou náměstí projížděly tramvaje. Současný název má od roku 1950.
Stojí na něm Bazilika Terezie z Ávily a také Gymnázium Dezső Kosztolányiho. Zástavbu tvoří potom především niží domy.